# Acalyptris pseudohastatus
Acalyptris pseudohastatus là một loài bướm đêm thuộc họ Nepticulidae. Nó được miêu tả bởi Puplesis và Diškus năm 2002. Nó được tìm thấy ở rừng mưa nhiệt đới gần chân núi ở vùng Napo của Ecuador.